# ناجو
ناجو هي مستوطنة، ومدينة في كوريا الجنوبية، تتبع مقاطعة جولا الجنوبية، بلغ عدد سكانها 92,582 نسمة في 2015، تبلغ مساحتها 603.69 كيلومتر مربع.

## مدن توأم
المدن التوأم:
- كورايوشي، توتوري.

## أعلام
- هيجونغ ملك غوريو